# НКВД—МВД Литовской ССР

## НКВД—МВД Литовской ССР
Народный комиссариат внутренних дел Литовской ССР (НКВД Литовской ССР) — республиканский орган государственной власти, подчинённый НКВД СССР, созданный после вхождения Литвы в состав СССР в 1940 году. В разные периоды существовал как самостоятельный наркомат, а затем министерство, отвечавшее за внутреннюю безопасность, борьбу с преступностью и политическим сопротивлением, а также за проведение репрессивной политики советской власти на территории Литвы.

## История

### Довоенный период (1918–1940)
До вхождения Литвы в СССР в 1940 году на территории республики действовали национальные органы безопасности, включая Государственный департамент безопасности, который боролся с антигосударственными движениями и обеспечивал внутренний порядок.

### Образование НКВД Литовской ССР
3 августа 1940 года Литва вошла в состав СССР как союзная республика. 30 августа 1940 года приказом НКВД СССР № 001089 был создан НКВД Литовской ССР, включивший функции государственной безопасности, охраны общественного порядка и борьбы с антисоветским сопротивлением.

### Вторая мировая война и оккупация
С началом Великой Отечественной войны и оккупацией Литвы немецкими войсками деятельность НКВД Литовской ССР была прекращена.

### Восстановление советской власти (1944)
После освобождения Литвы Красной армией в июле 1944 года НКВД Литовской ССР был восстановлен. Основной задачей стало подавление антисоветского партизанского движения («лесных братьев»), которое насчитывало до 12 000 человек.

### Разделение функций
В 1941 и последующие годы произошёл раздел органов внутренних дел и государственной безопасности на самостоятельные ведомства НКВД (МВД) и НКГБ (МГБ).

### Территориальное деление
В 1950–1953 годах территория Литовской ССР была разделена на области, в каждой из которых действовали областные управления МВД.

## Организационная структура
- Управления по борьбе с бандитизмом и контрразведке
- Отделы охраны общественного порядка
- Внутренние войска
- Территориальные управления (областные, уездные, городские)
- Особые отделы (секретно-политический, транспортный и др.)

### Подразделения по архивным данным
| Подразделение               | Функции |
| --------------------------- | --- |
| Особый отдел                | Контрразведка, выявление и пресечение деятельности агентов иностранных разведок, борьба с диверсиями.                           |
| Секретно-политический отдел | Надзор за политической лояльностью населения, борьба с подпольными организациями, выявление антисоветских элементов.            |
| Транспортный отдел          | Охрана железных дорог, транспорта, обеспечение безопасности перевозок.                                                          |
| Внутренние войска           | Проведение карательных операций против вооружённого подполья, охрана важных объектов, участие в массовых депортациях.           |
| Отдел борьбы с бандитизмом  | Поиск, ликвидация и аресты участников вооружённых групп, «лесных братьев», польского и литовского националистического подполья. |

## Хронология ключевых событий
| Год       | Событие |
| --------- | --- |
| 1940      | Вхождение Литвы в состав СССР. Создание НКВД Литовской ССР приказом № 001089.                                                    |
| 1941      | Прекращение деятельности НКВД в связи с немецкой оккупацией.                                                                     |
| 1944      | Восстановление НКВД Литовской ССР после освобождения республики. Начало масштабных операций против националистического подполья. |
| 1944–1945 | Арестовано более 12 000 человек, убито более 2 500 участников подполья и вооружённых групп.                                      |
| 1950–1953 | Территория республики разделена на области с областными управлениями МВД.                                                        |

## Руководство НКВД—МВД Литовской ССР
| ФИО                          | Должность                                                    | Годы на посту | Биография |
| ---------------------------- | ------------------------------------------------------------ | ------------- | --- |
| Иосиф Михайлович Барташунас  | Народный комиссар внутренних дел Литовской ССР               | 1944–1945     | Родился в 1901 г., с 1920-х годов в советских органах госбезопасности. В 1944 году назначен наркомом внутренних дел Литовской ССР. Руководил подавлением вооружённого сопротивления, подписывал доклады о массовых арестах и ликвидациях подполья. Позже занимал руководящие посты в МВД Литовской ССР. |
| Антанас Алексеевич Гузявичюс | Народный комиссар государственной безопасности Литовской ССР | 1944–1945     | Родился в 1907 г., с 1930-х годов в органах НКВД. Участвовал в организации борьбы с националистическим подпольем, курировал аресты и ликвидацию вооружённых групп. После войны продолжил службу в органах госбезопасности.                                                                              |
| Мечисловас Гедвилас          | Министр внутренних дел Литовской ССР                         | 1940-е гг.    | Родился в 1901 г., партийный и государственный деятель. В 1940–1950-х годах занимал руководящие посты в Литовской ССР, в том числе — министра внутренних дел. Курировал вопросы внутренней безопасности и кадровые назначения.                                                                          |

### Заместители министра
| ФИО                        | Должность                                                | Годы на посту | Биография |
| -------------------------- | -------------------------------------------------------- | ------------- | --- |
| Владимир Иванович Ковалёв  | Первый заместитель министра внутренних дел Литовской ССР | 1944–1947     | Советский государственный деятель, участник Великой Отечественной войны. Отвечал за оперативную работу и координацию сил по борьбе с вооружённым подпольем.                           |
| Александр Петрович Смирнов | Заместитель министра внутренних дел Литовской ССР        | 1945–1950     | Специалист по контрразведке, курировал работу Особого отдела и взаимодействие с союзными органами НКГБ.                                                                               |
| Юрий Николаевич Лавров     | Заместитель министра внутренних дел Литовской ССР        | 1947–1953     | Руководил вопросами охраны общественного порядка и внутренними войсками на территории республики.                                                                                     |
| Домас Людвигович Кучинскас | Заместитель министра внутренних дел Литовской ССР        | 1950–1953     | Подполковник (1953), заслуженный деятель культуры Литовской ССР (1972). Автор книги «Mirtininkų ...». Активно участвовал в руководстве органами внутренних дел в послевоенный период. |

## Документально подтверждённые операции и статистика
- За второе полугодие 1944 года органами НКВД и НКГБ Литовской ССР арестовано 12 449 человек, убито 2 574 участника вооружённых формирований и подполья. Из них:
  - 449 — агенты разведывательных органов противника,
  - 1 007 — члены литовского националистического подполья,
  - 3 976 — участники польского подполья (Армия Крайова),
  - 5 456 — участники бандитских шаек,
  - 543 — предатели и пособники немецких оккупантов,
  - 992 — другие антисоветские элементы.
- В ходе операций изымалось большое количество оружия, печатных станков, радиостанций и антисоветской литературы.